# Dzierzążnica
La Dzierzążnica est une rivière de Pologne coulant dans la gmina de Dzierzążnia. Elle a une longueur de 14,2 km. C'est un affluent de la Płonka laquelle est un affluent de la Wkra.